# The Fugitive (film 1913 Reid)
The Fugitive è un cortometraggio muto del 1913 diretto da Wallace Reid.
Fu l'esordio sullo schermo per Eugene Pallette, un attore che sarebbe in seguito diventato uno dei più conosciuti caratteristi del cinema di Hollywood.

## Produzione
Il film fu prodotto dall'American Film Manufacturing Company (come Flying A) e venne girato a New York.

## Distribuzione
Distribuito dalla Mutual Film, il film - un cortometraggio in una bobina - uscì nelle sale cinematografiche USA il 10 febbraio 1913 e in quelle britanniche il 9 aprile dello stesso anno.